# Purple Feather Records
Purple Feather Records é uma gravadora independente norte-americana, cuja propriedade é da banda The Donnas.